# Бук городчатый
Бук горо́дчатый (лат. Fagus crenata) — вид цветковых растений рода Бук (Fagus) семейства Буковые (Fagaceae).
Не следует путать с японским буком (лат. Fagus japonica, инабуна (яп. イヌブナ)), который также произрастает в Японии.

## Ботаническое описание

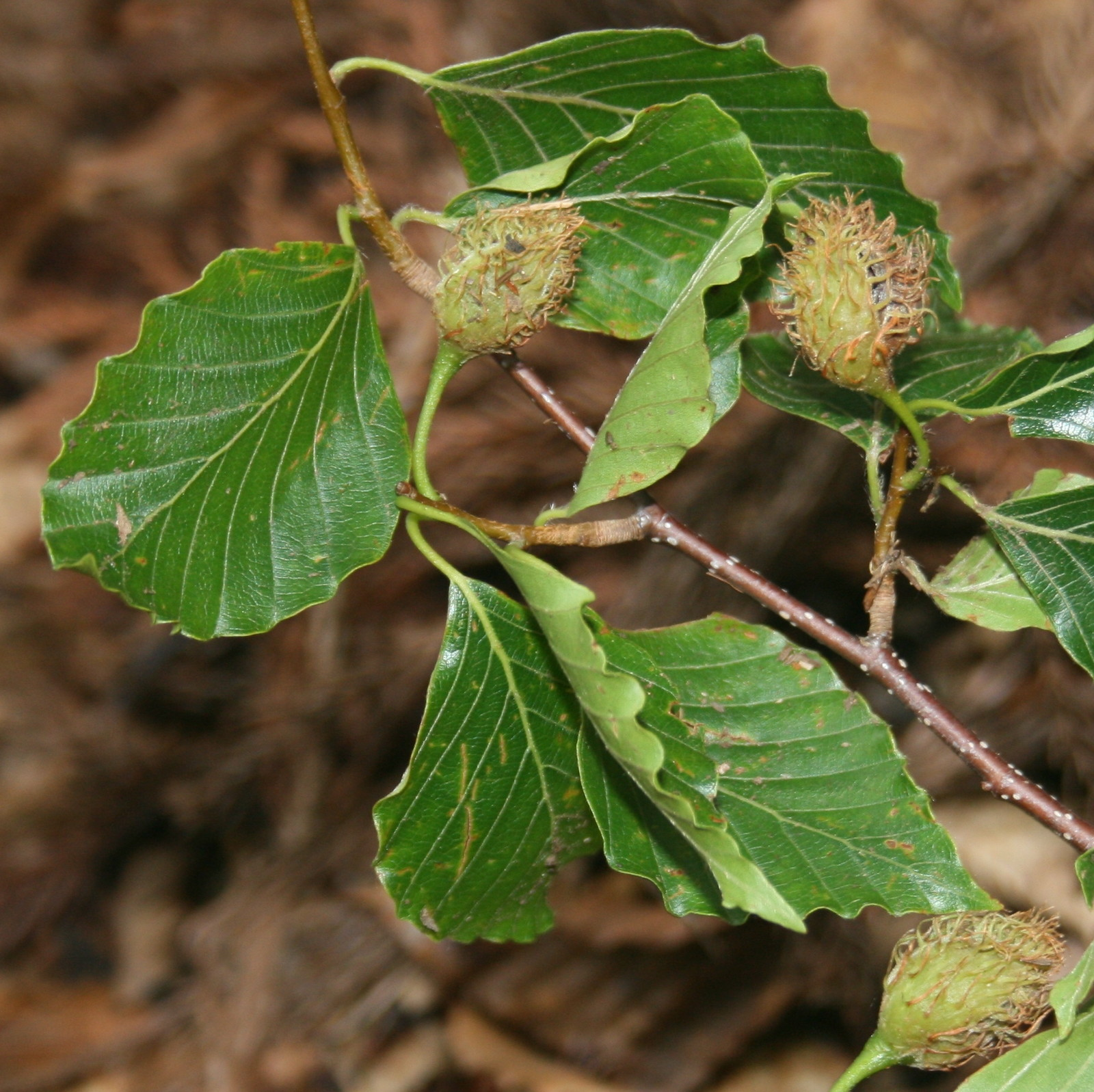
Листья и плоды

Листопадное дерево до 35 м высотой. Крона округлая, густая. Кора гладкая, серая. Листья простые, 5—10 см длиной, располагаются на ветвях очерёдно. Листья с 7—11 парами жилок.
Цветки ветроопыляемые.
Плод — орех, на короткой толстой плодоножке 15 мм длиной. Внешняя поверхность плода покрыта зелёными волосками.

## Распространение и местообитание
Эндемик Японии, где широко распространён и часто является одной из доминирующих лиственных пород. Встречается на Хоккайдо, Хонсю, Кюсю и Сикоку. На северо-востоке Хонсю образует крупные рощи на высоте до 1400 м над уровнем моря, но на юго-востоке ареала вид становится редок в горных местообитаниях и произрастает небольшими изолированными популяциями. Произрастает на хорошо дренированных глинистых или песчаных почвах.

## Хозяйственное значение и применение
В Центральной Европе бук городчатый изредка выращивается в парках как декоративное растение.
Молодые листья съедобны. Маслянистые семена употребляются в пищу приготовленными и сырыми, но в больших количествах они, тем не менее, ядовиты. Жареные семена используются как заменитель кофе. Из семян также получают съедобное масло.